# ديفيد لويس (سياسي بريطاني)
ديفيد لويس (بالإنجليزية: David Lewis)‏ هو كاتب عدل ‏ ومحامي وسياسي بريطاني، ولد في 1947 في هونغ كونغ في الصين. انتخب اللورد عمدة لندن (2007 – 2008).